# Бинц
Бинц (нем. Binz) — община в Германии, в земле Мекленбург-Передняя Померания.
Входит в состав района Рюген. Население составляет 5,5 тыс. человек (2009); в 2003 г. — 5,6 тысяч. Занимает площадь 25,22 км².
Бинц является одним из самых популярных и крупных курортов на острове Рюген. Курорт (Бинц не имеет статуса города) расположен на восточном побережье острова Рюген между бухтой Прорер-Вик и озером Шмахтер.

## История
Первое упоминание о Бинце (Byntze) относится к 1318 году — поселение фигурировало в налоговых документах графства Штрой (Grafschaft Streu). В 1830 году Бинц уже упоминается как балтийский курорт.
С 1860 года в корчме в Бинце стали появляться отдельные отдыхающие, к 1870 году насчитывалось уже до 80 гостей в год. В 1876 году была построена первая гостиница, в этом же году появилась первая улица, соединившая деревню с пляжем (Putbuser Straße). В 1880 было начато строительство первой гостиницы в непосредственной близости от береговой линии. В 1884 года Бинц официально получил статус курорта, а в 1892 году — статус самостоятельной сельской общины.
В конце XIX века Бинц стал бурно развиваться как курорт — было построено значительное количество гостиниц, домов отдыха, развивалась дорожная сеть. В 1895 году был построен «променад» для прогулок вдоль береговой линии (Strandpromenade). В 1902 году был построен первый причал «Seebrücke», уходящий в море на 600 метров. Причал был разрушен штормом в новогоднюю ночь 1905 года и восстановлен несколько лет спустя. В 1942 году причал снова был разрушен. Современный причал (Seebrücke) длиной 370 метров был построен в 1994 году.
Главными достопримечательностями Бинца являются:
- Охотничий замок Гранитц
- архитектурные сооружения вдоль Променада
- Причал (Seebrücke)
- Шмахтерское озеро (Schmachter See)
- «Парк чувств» (Park der Sinne)
- музей Бинца
- Также интересна действующая узкоколейная железная дорога, соединяющая г. Путбус через Бинц, Зеллин и Баабе с городом Гёрен, по которой по сей день курсирует настоящий паровоз «Rasender Roland».

## Герб
Герб был принят муниципалитетом 25 января 1928 года и зарегистрирован под номером 79 герба земли Мекленбург-Передняя Померания.
Герб: "В золоте две опущенные черные волнистые полосы; на верхней плывет красная лодка, из которой вырастает красный двухвостый черный лев с короной, языком и бронёй ".

## Флаг
Флаг изготовлен из желтой ткани, которая в середине покрыта фигурами городского герба. Фигуры герба занимают семь девятых высоты флага и половину длины флага. Длина флага связана с высотой как 5 к 3.

## Партнерство
Муниципалитет Бинца поддерживает партнерские отношения с Бялогардом в Польше и Куксхафеном в Германии.

## Фотографии

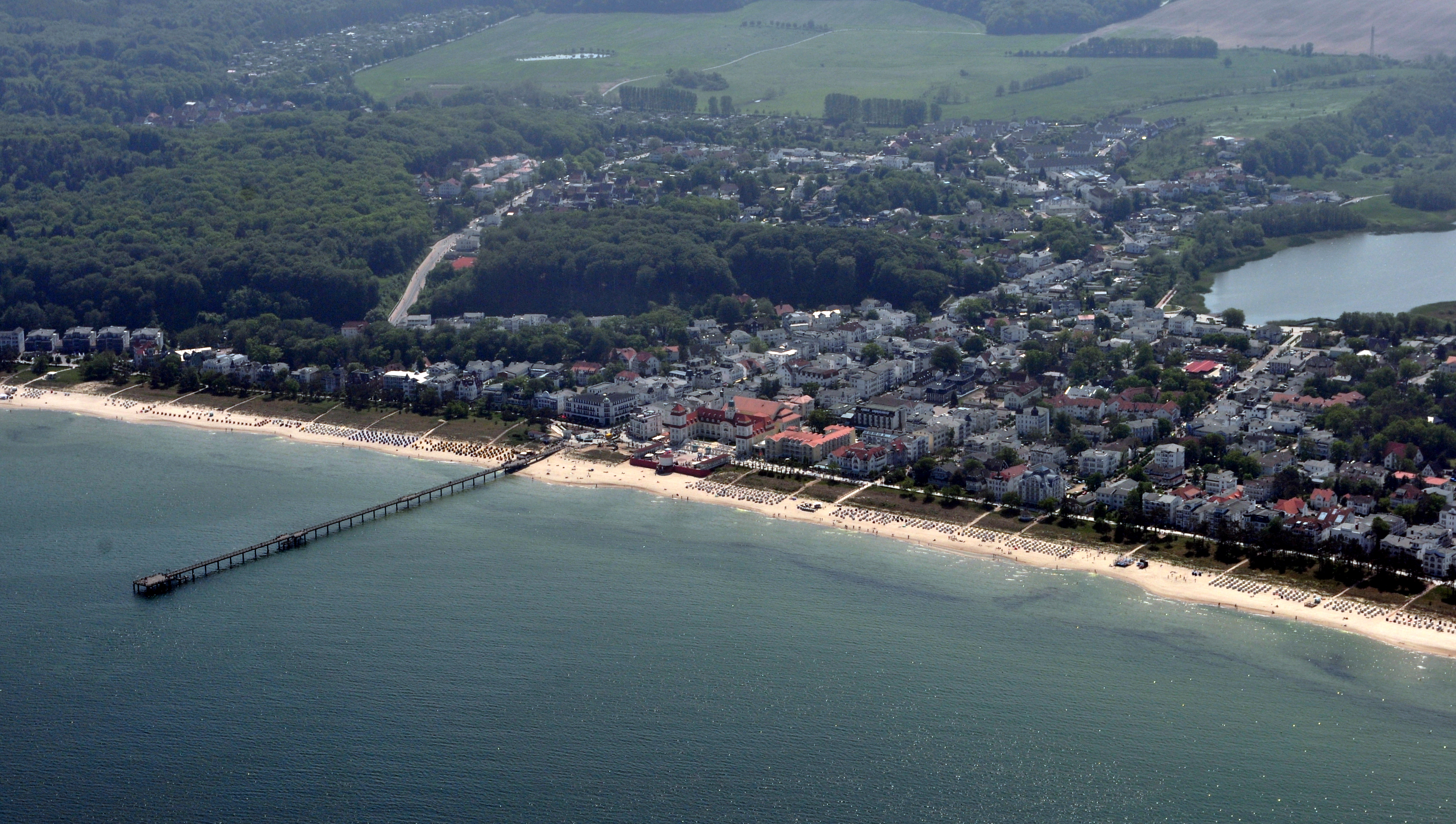
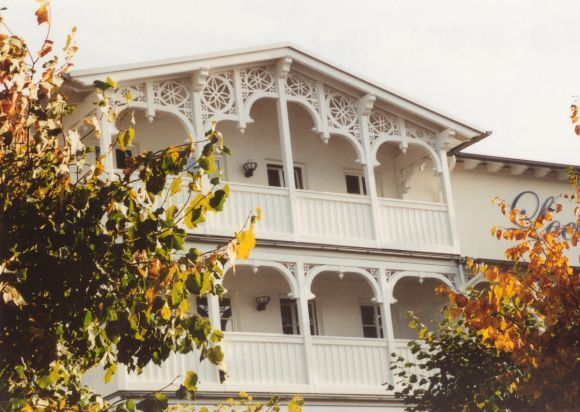
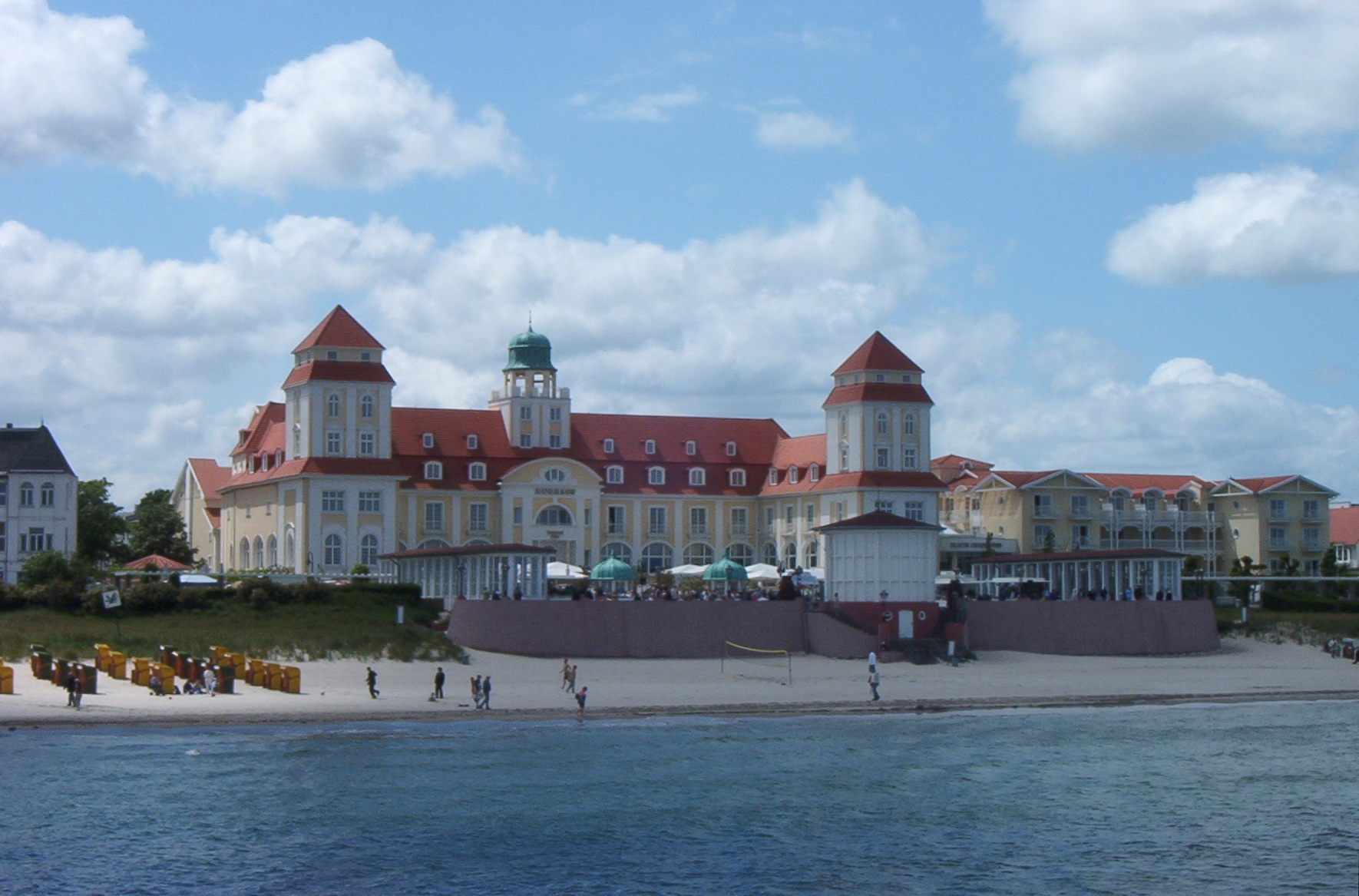
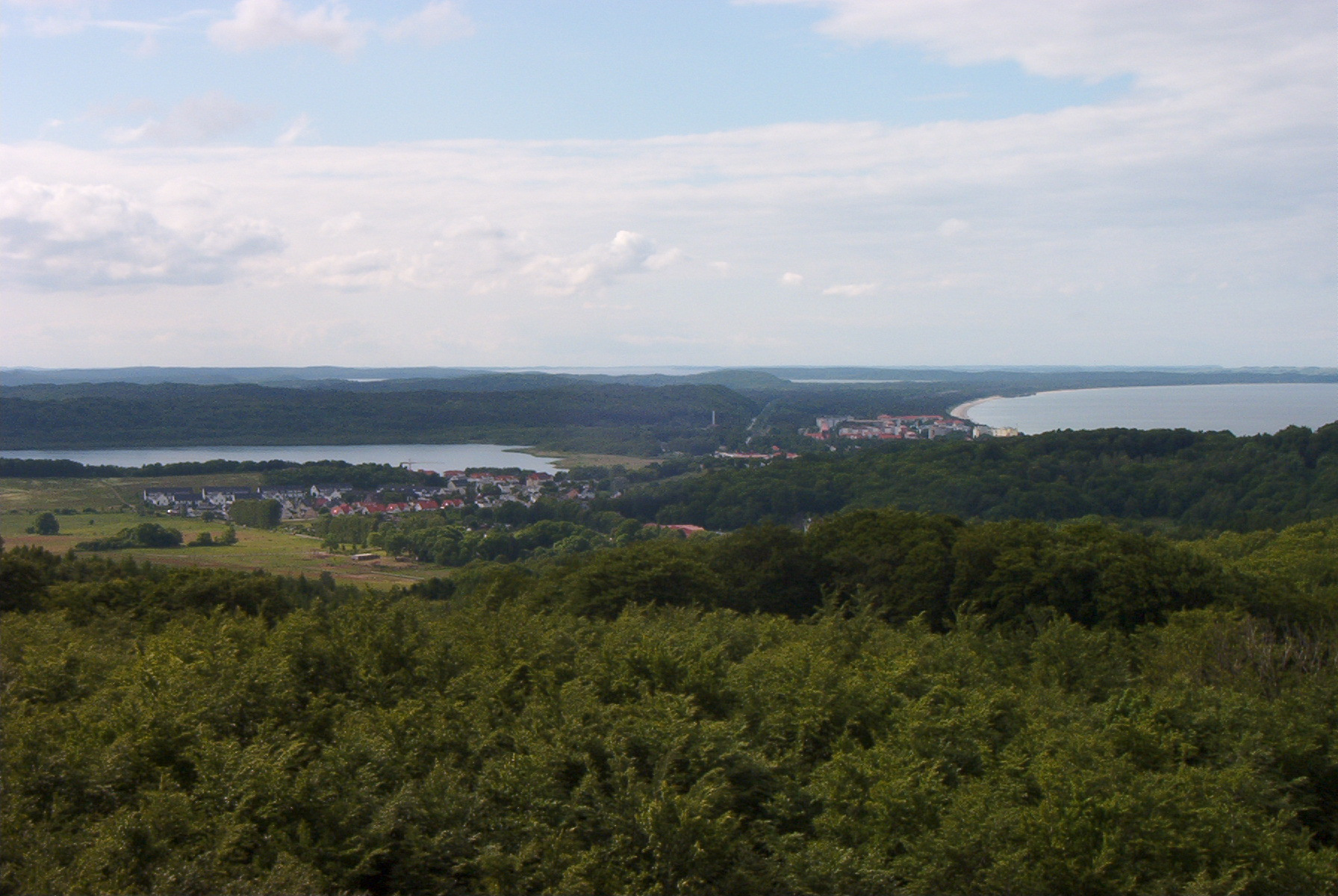
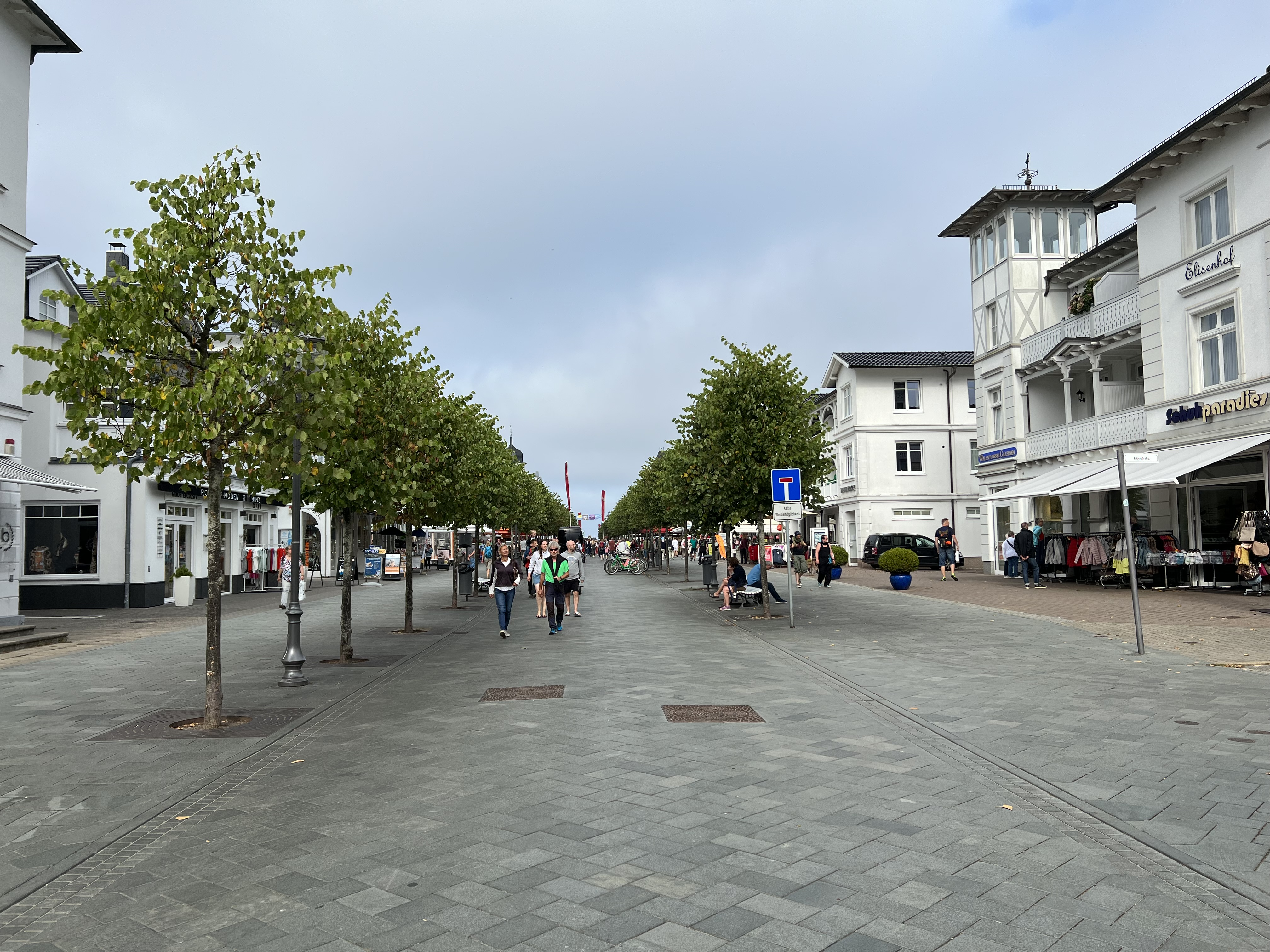
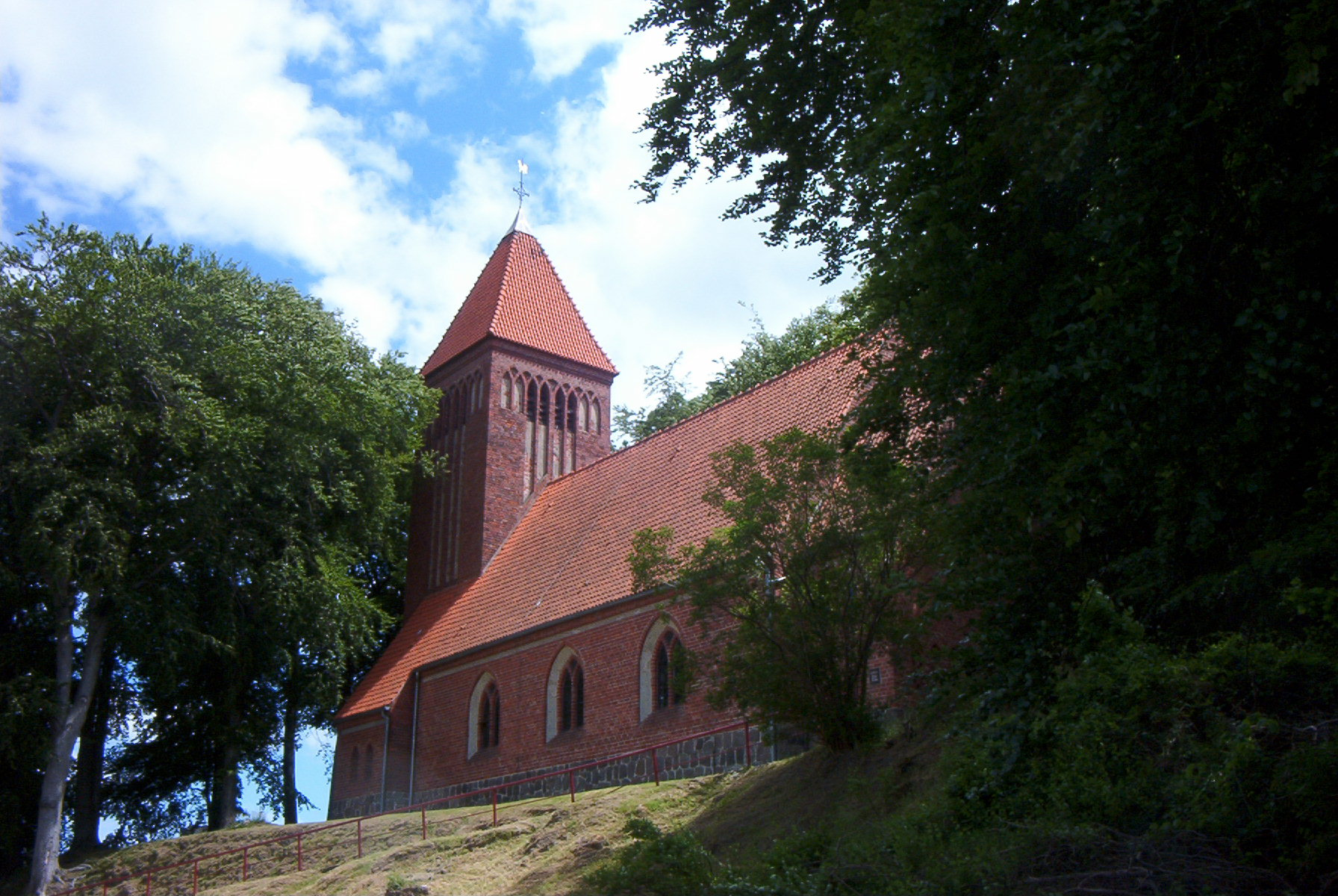
Церковь
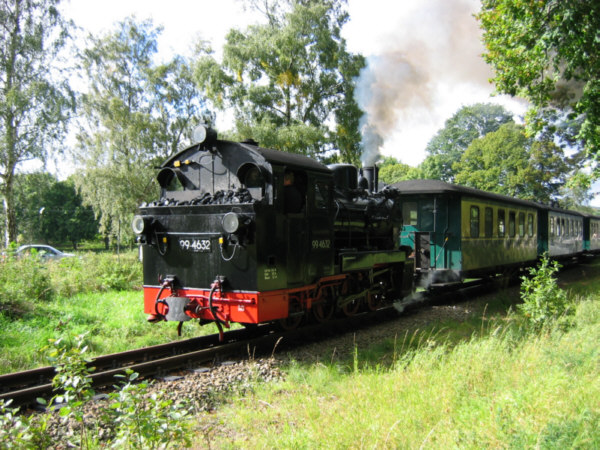